# Torneo Preparación
El Torneo Preparación es un campeonato organizado por la Asociación Uruguaya de Fútbol. Fue disputado por los 16 equipos de Primera División durante el verano de 2012, como manera de preparación para el Torneo Clausura del campeonato 2011-12. El nombre del trofeo en su primera edición fue "Copa Celeste Olímpica 2012". River Plate se coronó campeón tras vencer a Peñarol en la final por 2-1.

## Sedes
Fueron 8 las sedes del evento, todas en el interior del país.
| Ciudad         | Estadio                 | Capacidad |
| -------------- | ----------------------- | --------- |
| Trinidad       | Juan Antonio Lavalleja  | 6.000     |
| Rivera         | Atilio Paiva Olivera    | 26.000    |
| Fray Bentos    | Parque Liebig's         | 6.000     |
| Tacuarembó     | Raúl Goyenola           | 12.000    |
| Treinta y Tres | Empleados del Comercio  | 6.000     |
| Maldonado      | Domingo Burgueño Miguel | 23.000    |
| San José       | Casto Martínez Laguarda | 3.810     |
| Melo           | Arquitecto Ubilla       | 9.000     |

## Variaciones reglamentarias especiales
- La definición de los encuentros será por resultado simple o definición por penales en caso de empate.
- No hay límites de cupo para utilizar futbolistas extranjeros.
- Se pueden realizar hasta ocho sustituciones de futbolistas por equipo en cada partido, con la salvedad que solamente tres de ellas se pueden realizar mientras el partido esté disputándose, mientras que las otras cinco (o más) deben realizarse durante el entretiempo del partido.

## Desarrollo (Copa Celeste Olímpica)
Los equipos fueron ordenados en los cruces según su ubicación final en el Torneo Apertura correspondiente al Campeonato Uruguayo 2011-12.
|  | Octavos de final      | Octavos de final      |                  |       | Cuartos de final | Cuartos de final |  |  | Semifinales  | Semifinales  |  |  | Final         | Final         |
|  | 29 de enero           | 29 de enero           |                  |       | 1 de febrero     | 1 de febrero     |  |  | 4 de febrero | 4 de febrero |  |  | 12 de febrero | 12 de febrero |
|  |                       |                       |                  |       |                  |                  |  |  |              |              |  |  |               |               |
|  |                       |                       |                  |       |                  |                  |  |  |              |              |  |  |               |               |
|  |                       |                       |                  |       |                  |                  |  |  |              |              |  |  |               |               |
|  | Nacional              | 2                     |                  |       |                  |                  |  |  |              |              |  |  |               |               |
|  | Nacional              | 2                     |                  |       |                  |                  |  |  |              |              |  |  |               |               |
|  | Bella Vista           | 3                     |                  |       |                  |                  |  |  |              |              |  |  |               |               |
|  | Bella Vista           | 3                     | Bella Vista      | 0 (3) |                  |                  |  |  |              |              |  |  |               |               |
|  |                       |                       |                  | 0 (3) |                  |                  |  |  |              |              |  |  |               |               |
|  |                       | El Tanque Sisley (p.) | 0 (4)            |       |                  |                  |  |  |              |              |  |  |               |               |
|  | Liverpool             | El Tanque Sisley (p.) | 0 (4)            | 3 (5) |                  |                  |  |  |              |              |  |  |               |               |
|  | Liverpool             |                       |                  | 3 (5) |                  |                  |  |  |              |              |  |  |               |               |
|  | El Tanque Sisley (p.) | 3 (6)                 |                  |       |                  |                  |  |  |              |              |  |  |               |               |
|  | El Tanque Sisley (p.) | 3 (6)                 | El Tanque Sisley | 1 (1) |                  |                  |  |  |              |              |  |  |               |               |
|  |                       |                       |                  | 1 (1) |                  |                  |  |  |              |              |  |  |               |               |
|  |                       | River Plate (p.)      | 1 (3)            |       |                  |                  |  |  |              |              |  |  |               |               |
|  | Cerro Largo           | River Plate (p.)      | 1 (3)            | 0 (0) |                  |                  |  |  |              |              |  |  |               |               |
|  | Cerro Largo           |                       |                  | 0 (0) |                  |                  |  |  |              |              |  |  |               |               |
|  | Rampla Juniors (p.)   | 0 (3)                 |                  |       |                  |                  |  |  |              |              |  |  |               |               |
|  | Rampla Juniors (p.)   | 0 (3)                 | Rampla Juniors   | 0     |                  |                  |  |  |              |              |  |  |               |               |
|  |                       |                       |                  | 0     |                  |                  |  |  |              |              |  |  |               |               |
|  |                       | River Plate           | 3                |       |                  |                  |  |  |              |              |  |  |               |               |
|  | River Plate (p.)      | River Plate           | 3                | 1 (7) |                  |                  |  |  |              |              |  |  |               |               |
|  | River Plate (p.)      |                       |                  | 1 (7) |                  |                  |  |  |              |              |  |  |               |               |
|  | Fénix                 | 1 (6)                 |                  |       |                  |                  |  |  |              |              |  |  |               |               |
|  | Fénix                 | 1 (6)                 | River Plate      | 2     |                  |                  |  |  |              |              |  |  |               |               |
|  |                       |                       |                  | 2     |                  |                  |  |  |              |              |  |  |               |               |
|  |                       | Peñarol               | 1                |       |                  |                  |  |  |              |              |  |  |               |               |
|  | Defensor Sporting     | Peñarol               | 1                | 1 (4) |                  |                  |  |  |              |              |  |  |               |               |
|  | Defensor Sporting     |                       |                  | 1 (4) |                  |                  |  |  |              |              |  |  |               |               |
|  | Racing (p.)           | 1 (5)                 |                  |       |                  |                  |  |  |              |              |  |  |               |               |
|  | Racing (p.)           | 1 (5)                 | Racing           | 0     |                  |                  |  |  |              |              |  |  |               |               |
|  |                       |                       |                  | 0     |                  |                  |  |  |              |              |  |  |               |               |
|  |                       | Peñarol               | 3                |       |                  |                  |  |  |              |              |  |  |               |               |
|  | Peñarol               | Peñarol               | 3                | 3     |                  |                  |  |  |              |              |  |  |               |               |
|  | Peñarol               |                       |                  | 3     |                  |                  |  |  |              |              |  |  |               |               |
|  | Rentistas             | 0                     |                  |       |                  |                  |  |  |              |              |  |  |               |               |
|  | Rentistas             | 0                     | Peñarol (p.)     | 0 (4) |                  |                  |  |  |              |              |  |  |               |               |
|  |                       |                       |                  | 0 (4) |                  |                  |  |  |              |              |  |  |               |               |
|  |                       | Wanderers             | 0 (2)            |       |                  |                  |  |  |              |              |  |  |               |               |
|  | Cerro                 | Wanderers             | 0 (2)            | 2 (5) |                  |                  |  |  |              |              |  |  |               |               |
|  | Cerro                 |                       |                  | 2 (5) |                  |                  |  |  |              |              |  |  |               |               |
|  | Wanderers (p.)        | 2 (6)                 |                  |       |                  |                  |  |  |              |              |  |  |               |               |
|  | Wanderers (p.)        | 2 (6)                 | Wanderers (p.)   | 0 (5) |                  |                  |  |  |              |              |  |  |               |               |
|  |                       |                       |                  | 0 (5) |                  |                  |  |  |              |              |  |  |               |               |
|  |                       | Cerrito               | 0 (3)            |       |                  |                  |  |  |              |              |  |  |               |               |
|  | Danubio               | Cerrito               | 0 (3)            | 0     |                  |                  |  |  |              |              |  |  |               |               |
|  | Danubio               |                       |                  | 0     |                  |                  |  |  |              |              |  |  |               |               |
|  | Cerrito               | 1                     |                  |       |                  |                  |  |  |              |              |  |  |               |               |
|  | Cerrito               | 1                     |                  |       |                  |                  |  |  |              |              |  |  |               |               |

### Octavos de final
| 29 de enero de 2012 | Nacional                | 2:3 (1:1) | Bella Vista                                 | Estadio Municipal Parque Liebig's, Fray Bentos |                          |
|                     | López 11' · Pereyra 74' | Reporte   | Rodríguez 3' · Díaz 63' · Bosco Frontán 75' | Árbitro(s): Jesús Castro                       | Árbitro(s): Jesús Castro |

| 29 de enero de 2012 | Liverpool                                 | 3:3 (0:2) (5:6 p.) | El Tanque Sisley                      | Estadio Empleados del Comercio, Treinta y Tres |                         |
|                     | Carlos Núñez 48' · Vera 60' · Pereira 90' | Reporte            | Machado 8' · Murillo 11' · Galain 87' | Árbitro(s): Javier Díaz                        | Árbitro(s): Javier Díaz |

| 29 de enero de 2012 | Cerro Largo | 0:0 (0:3 p.) | Rampla Juniors | Estadio Arq. Antonio Ubilla, Melo |                          |
|                     |             | Reporte      |                | Árbitro(s): José Bonilla          | Árbitro(s): José Bonilla |

| 29 de enero de 2012 | River Plate | 1:1 (0:0) (7:6 p.) | Fénix      | Estadio Municipal Casto Martínez Laguarda, San José |                           |
|                     | Pereira 78' | Reporte            | Bajter 76' | Árbitro(s): Pablo Giménez                           | Árbitro(s): Pablo Giménez |

| 29 de enero de 2012 | Defensor Sporting | 1:1 (1:0) (5:4 p.) | Racing        | Estadio Domingo Burgueño Miguel, Maldonado |                                |
|                     | Alemán 41'        | Reporte            | Pastorini 70' | Árbitro(s): Christian Ferreyra             | Árbitro(s): Christian Ferreyra |

| 29 de enero de 2012 | Peñarol                                            | 3:0 (1:0) | Rentistas | Estadio Atilio Paiva Olivera, Rivera |                                |
|                     | Guichón 17' · Montelongo 79' (pen.) · Mezquida 87' | Reporte   |           | Árbitro(s): José Carlos Otaiza       | Árbitro(s): José Carlos Otaiza |

| 29 de enero de 2012 | Cerro                    | 2:2 (2:0) (5:6 p.) | Wanderers                 | Estadio Juan Antonio Lavalleja, Trinidad |                             |
|                     | Varela 25' · Machado 41' | Reporte            | Rodríguez 67' · Silva 75' | Árbitro(s): Andrés Martínez              | Árbitro(s): Andrés Martínez |

| 29 de enero de 2012 | Danubio | 0:1 (0:0) | Cerrito      | Estadio Municipal Casto Martínez Laguarda, San José |                           |
|                     |         | Reporte   | Guerrero 71' | Árbitro(s): Rafael Orfila                           | Árbitro(s): Rafael Orfila |

### Cuartos de final
| 1 de febrero de 2012 | Bella Vista | 0:0 (3:4 p.) | El Tanque Sisley | Estadio Raúl Goyenola, Tacuarembó |                                |
|                      |             | Reporte      |                  | Árbitro(s): José De Los Santos    | Árbitro(s): José De Los Santos |

| 1 de febrero de 2012 | Rampla Juniors | 0:3 (0:1) | River Plate        | Estadio Domingo Burgueño Miguel, Maldonado |                             |
|                      |                | Reporte   | Franco 31' 48' 57' | Árbitro(s): Marcelo Larrama                | Árbitro(s): Marcelo Larrama |

| 1 de febrero de 2012 | Racing | 0:3 (0:0) | Peñarol                              | Estadio Municipal Casto Martínez Laguarda, San José |                              |
|                      |        | Reporte   | Siles 68' · Poncet 89' · Guichón 90' | Árbitro(s): Álvaro Pastorino                        | Árbitro(s): Álvaro Pastorino |

| 1 de febrero de 2012 | Wanderers | 0:0 (5:3 p.) | Cerrito | Estadio Juan Antonio Lavalleja, Trinidad |                              |
|                      |           | Reporte      |         | Árbitro(s): Jonathan Fuentes             | Árbitro(s): Jonathan Fuentes |

### Semifinales
| 4 de febrero de 2012 | El Tanque Sisley | 1:1 (1:0) (1:3 p.) | River Plate    | Estadio Juan Antonio Lavalleja, Trinidad |                           |
|                      | Pizzichillo 45'  | Reporte            | Gaglianone 79' | Árbitro(s): Sergio Liuzzi                | Árbitro(s): Sergio Liuzzi |

| 4 de febrero de 2012 | Peñarol | 0:0 (4:2 p.) | Wanderers | Estadio Empleados del Comercio, Treinta y tres |                             |
|                      |         | Reporte      |           | Árbitro(s): Gustavo Siegler                    | Árbitro(s): Gustavo Siegler |

### Final
| POR   | Fernando Laforia  |     |
| DEF   | Claudio Herrera   |     |
| DEF   | Cristian González |     |
| DEF   | Mauricio Prieto   |     |
| DEF   | Lucas Olaza       |     |
| MED   | Mario Rizotto     |     |
| MED   | Nicolás Pereira   |     |
| MED   | John Varela       | 46' |
| MED   | Martín Icart      | 74' |
| DEL   | Maureen Franco    | 84' |
| DEL   | Pablo Olivera     | 46' |
| D. T. | Guillermo Almada  |     |

| POR   | Leandro Gelpi              |     |
| DEF   | Mauricio Gómez             |     |
| DEF   | Germán Ferreira            |     |
| DEF   | Joaquín Aguirre            |     |
| DEF   | Nicolás Raguso             |     |
| MED   | Bruno Montelongo           |     |
| MED   | Andrés Pereira             | 46' |
| MED   | Jim Varela                 |     |
| MED   | Facundo Guichón            |     |
| DEL   | Gastón Poncet              | 76' |
| DEL   | Alejandro Siles            |     |
| D. T. | José Enrique de los Santos |     |

| DEL | Gabriel Leyes     | 46' |
| MED | Janderson Pereira | 46' |
| MED | Matías Sosa       | 74' |
| DEL | Felipe Avenatti   | 84' |

| MED | Martín Silva     | 46' |
| DEL | Nicolás Mezquida | 76' |

| Anotado | 7'  | Maureen Franco |
| Anotado | 44' | Maureen Franco |

| Anotado | 24' | Alejandro Siles |

| Amonestado | 47' | Claudio Herrera |
| Amonestado | 58' | Martín Icart    |
| Amonestado | 75' | Mauricio Prieto |
| Amonestado | 90' | Gabriel Leyes   |

| Amonestado | 34' | Facundo Guichón |
| Amonestado | 75' | Nicolás Raguso  |

| Árbitro | Fernando Cabrera |

| POR   | Fernando Laforia  |     |
| DEF   | Claudio Herrera   |     |
| DEF   | Cristian González |     |
| DEF   | Mauricio Prieto   |     |
| DEF   | Lucas Olaza       |     |
| MED   | Mario Rizotto     |     |
| MED   | Nicolás Pereira   |     |
| MED   | John Varela       | 46' |
| MED   | Martín Icart      | 74' |
| DEL   | Maureen Franco    | 84' |
| DEL   | Pablo Olivera     | 46' |
| D. T. | Guillermo Almada  |     |

| POR   | Leandro Gelpi              |     |
| DEF   | Mauricio Gómez             |     |
| DEF   | Germán Ferreira            |     |
| DEF   | Joaquín Aguirre            |     |
| DEF   | Nicolás Raguso             |     |
| MED   | Bruno Montelongo           |     |
| MED   | Andrés Pereira             | 46' |
| MED   | Jim Varela                 |     |
| MED   | Facundo Guichón            |     |
| DEL   | Gastón Poncet              | 76' |
| DEL   | Alejandro Siles            |     |
| D. T. | José Enrique de los Santos |     |

| DEL | Gabriel Leyes     | 46' |
| MED | Janderson Pereira | 46' |
| MED | Matías Sosa       | 74' |
| DEL | Felipe Avenatti   | 84' |

| MED | Martín Silva     | 46' |
| DEL | Nicolás Mezquida | 76' |

| Anotado | 7'  | Maureen Franco |
| Anotado | 44' | Maureen Franco |

| Anotado | 24' | Alejandro Siles |

| Amonestado | 47' | Claudio Herrera |
| Amonestado | 58' | Martín Icart    |
| Amonestado | 75' | Mauricio Prieto |
| Amonestado | 90' | Gabriel Leyes   |

| Amonestado | 34' | Facundo Guichón |
| Amonestado | 75' | Nicolás Raguso  |

| Árbitro | Fernando Cabrera |

| Bandera de Uruguay              |
| Campeón River Plate 1.er título |

## Copa de Honor Celeste Olímpica
En la Copa de Honor participan los 8 perdedores de los octavos de final de la Copa Celeste Olímpica.
|  | Cuartos de final         | Cuartos de final |         |                   | Semifinales  | Semifinales  |  |       | Final         | Final         |  |
|  | 1 de febrero             | 1 de febrero     |         |                   | 4 de febrero | 4 de febrero |  |       | 12 de febrero | 12 de febrero |  |
|  |                          |                  |         |                   |              |              |  |       |               |               |  |
|  |                          |                  |         |                   |              |              |  |       |               |               |  |
|  | Nacional                 | 1 (3)            |         |                   |              |              |  |       |               |               |  |
|  | Nacional                 | 1 (3)            |         |                   |              |              |  |       |               |               |  |
|  | Liverpool (pen.)         | 1 (4)            |         |                   |              |              |  |       |               |               |  |
|  | Liverpool (pen.)         | 1 (4)            |         | Liverpool         | 1            |              |  |       |               |               |  |
|  |                          |                  |         | Liverpool         | 1            |              |  |       |               |               |  |
|  |                          |                  | Fénix   | 2                 |              |              |  |       |               |               |  |
|  | Cerro Largo              | 2                | Fénix   | 2                 |              |              |  |       |               |               |  |
|  | Cerro Largo              | 2                |         |                   |              |              |  |       |               |               |  |
|  | Fénix                    | 3                |         |                   |              |              |  |       |               |               |  |
|  | Fénix                    | 3                |         |                   |              |              |  | Fénix | 1             |               |  |
|  |                          |                  |         |                   |              |              |  | Fénix | 1             |               |  |
|  |                          |                  | Danubio | 3                 |              |              |  |       |               |               |  |
|  | Defensor Sporting (pen.) | 0 (4)            | Danubio | 3                 |              |              |  |       |               |               |  |
|  | Defensor Sporting (pen.) | 0 (4)            |         |                   |              |              |  |       |               |               |  |
|  | Rentistas                | 0 (2)            |         |                   |              |              |  |       |               |               |  |
|  | Rentistas                | 0 (2)            |         | Defensor Sporting | 0            |              |  |       |               |               |  |
|  |                          |                  |         | Defensor Sporting | 0            |              |  |       |               |               |  |
|  |                          |                  | Danubio | 4                 |              |              |  |       |               |               |  |
|  | Cerro                    | 1                | Danubio | 4                 |              |              |  |       |               |               |  |
|  | Cerro                    | 1                |         |                   |              |              |  |       |               |               |  |
|  | Danubio                  | 2                |         |                   |              |              |  |       |               |               |  |
|  | Danubio                  | 2                |         |                   |              |              |  |       |               |               |  |
|  |                          |                  |         |                   |              |              |  |       |               |               |  |

## Copa Integración
El campeón del Torneo Preparación, River Plate, obtuvo la posibilidad de jugar por la Copa Integración ante la selección departamental campeona de la Copa Nacional de Selecciones del Interior de OFI, Colonia. River venció 7 a 0; obteniendo así el trofeo organizado en forma conjunta por AUF y OFI.
| 9 de mayo de 2012 | River Plate                                                                            | 7:0 (1:0) | Selección de Colonia | Parque Saroldi, Montevideo   |                              |
|                   | Santos 18' 88' · Leyes 52' · R. Cabrera 68' · Techera 72' · Avenatti 83' · Rizotto 84' | Reporte   |                      | Árbitro(s): Esteban Ostojich | Árbitro(s): Esteban Ostojich |

| Bandera de Uruguay  |
| Campeón River Plate |